# Kókla (ort)
Kókla (Kokla) är en ort i Grekland.   Den ligger i prefekturen Nomós Argolídos och regionen Peloponnesos, i den södra delen av landet, 100 km väster om huvudstaden Aten. Kókla ligger 183 meter över havet och antalet invånare är 153.
Terrängen runt Kókla är kuperad västerut, men österut är den platt. Terrängen runt Kókla sluttar österut.  Närmaste större samhälle är Argos, 5,6 km öster om Kókla. Trakten runt Kókla består till största delen av jordbruksmark.